# Municipio de Worth (condado de Butler)
El municipio de Worth (en inglés: Worth Township) es un municipio ubicado en el condado de Butler en el estado estadounidense de Pensilvania. En el año 2000 tenía una población de 1.331 habitantes y una densidad poblacional de 21.2 personas por km².

## Geografía
El municipio de Worth se encuentra ubicado en las coordenadas 40°59′00″N 80°07′59″O / 40.98333, -80.13306.

## Demografía
Según la Oficina del Censo en 2000 los ingresos medios por hogar en la localidad eran de $40,724 y los ingresos medios por familia eran $47,891. Los hombres tenían unos ingresos medios de $35,417 frente a los $23,864 para las mujeres. La renta per cápita para la localidad era de $17,324. Alrededor del 9,7% de la población estaban por debajo del umbral de pobreza.